# 하늘색 유틸리티
《하늘색 유틸리티》(일본어: 空色ユーティリティ 소라이로 유티리티[*])는 Yostar Pictures가 제작한 일본의 텔레비전 애니메이션이다. Yostar Pictures 최초의 오리지널 작품으로, 골프를 즐기는 3명의 소녀를 그린 작품이다.

## 등장인물
아오바 미나미(青羽 美波)
성우 - 다카기 미유
고등학교 1학년. 골프를 시작한지 얼마 안된 초보자. 자신이 특별히 하고 싶은 일을 찾고 있었지만, 허리를 아프던 마사씨를 도운 것을 계기로 골프를 시작한다.
아카네 하루카(茜 遥)
성우 - 아마미 유리나
고등학교 3학년. 어린 시절부터 골프를 시작하고 프로를 목표로 하고있다. 초보자 미나미를 지도하여 골프의 즐거움을 가르친다.
호시미 아야카(星美 彩花)
성우 - 고토 아야사
대학 3학년. 부드러운 분위기.
아키나 이즈미(秋名 泉美)
성우 - 하나모리 유미리
미나미의 클래스메이트. 장기부에 들어가 장려회 입장을 목표로 하고 있다.
아오바 마사키(青羽 正樹)
성우 - 타무라 무츠미
미나미의 동생.
타도코로 마사오(田所 昌夫)
성우 - 이노우에 카즈히코
골프 연습장 단골 노인. 통칭은 마사 씨.
타나베 쵸스케(田辺 長介)
성우 - 호리우치 켄유
골프 연습장 단골 노인. 통칭은 나비 씨.
타나카 테츠히로(田中 哲弘)
성우 - 모리카와 토시유키
골프 연습장 단골 노인. 통칭은 테츠 씨.

## 단편 애니메이션
TOKYO MX에서 2021년 12월 31일 19시 30분부터 20시까지 방송되어, 방송 직후에 유튜브에서 전편이 무료로 공개되었다. 애니메이션 본편은 약 15분으로, 후반은 캐스트와 스태프에 의한 토크 파트가 되고 있다.

### 스태프
- 감독·연출·캐릭터 디자인·작화 감독 - 사이토 켄고
- 각본 - 노조미 코타
- 그림 콘티 - 아메미야 아키라
- 색채 설계 - 타케다 히토키
- 미술 감독 - 이토 히로미치
- 촬영 감독 - 向云飛
- 편집 - 오쿠다 히로시
- 음향 감독·음악 - daisuke horita
- 애니메이션 제작·제작 - Yostar Pictures

### 주제가
군청 Love theory(群青 Love theory)
메인 캐스트 3명에 의한 유닛 「HAM」에 의한 단편 애니메이션판의 엔딩 주제가. 작사는 푸루포요, 작곡·편곡은 daisuke horita.

## TV 시리즈
2024년 2월, TV 애니메이션 시리즈의 제작이 발표되었다. 2025년 1월부터 3월까지 TOKYO MX 등에서 방송되었다.

### 스태프
- 원작·애니메이션 제작 - Yostar Pictures
- 감독·캐릭터 디자인·총작화 감독 - 사이토 켄고
- 시리즈 구성 - 사토 유타카
- 각본 - 사토 유타카, 사츠키 아야, 미나즈키 아키
- 원안 협력 - 노조미 코타
- 색채 설계 - 타케다 히토키
- 미술 감독 - 쿠도 요시타카
- 촬영 감독 - 쿠레 타케히로
- 디지털 디렉터 - 카가미 요스케
- 아트 디렉터 - 사카이 마사토시
- 편집 - 시게무라 켄고, 사토 아야카
- 음향 감독·음악 - daisuke horita
- 음악 제작 - Yostar Pictures Sounds, ZENTA STUDIO
- 프로듀서 - 미야지 마이, 키나시 미스즈, 쿠도 마사요, 오쿠나가 요시마사, 스기모토 슌타, 키쿠치 사다요시
- 애니메이션 프로듀서 - 호리타 다이스케, 타카기 슈지
- 제작 - 하늘색 유틸리티

### 주제가
주인공이 되자! feat. 스즈키 아이리(主人公になろう！ feat.鈴木愛理)
오오이시 마사요시에 의한 오프닝 테마. 피처링 보컬로서 스즈키 아이리가 참가한 듀엣 송. 작사·작곡·편곡은 오오이시 마사요시.
수평선(水平線)
야하기 모에카에 의한 엔딩 테마. 작사·작곡은 야하기 모에카, 편곡은 무네모토 코헤이, 야하기 모에카.
Zubatto☆샷 목을 매라!!!(Zubatto☆ショット 首ったけ!!!)
타카하시 히로키에 의한 삽입곡. 작사는 토바시 아키, 작곡·편곡은 daisuke horita.
군청 Love theory (special ver.)(群青 Love theory (special ver.))
메인 캐스트 3명에 의한 유닛 「HAM」에 의한 삽입곡. 작사는 푸루포요, 작곡·편곡은 daisuke horita.

### 에피소드 목록
| 화수      | 각본                                  | 각본          | 그림 콘티                   | 연출                        | 작화 감독 | 방송일         |
| --------- | ------------------------------------- | ------------- | --------------------------- | --------------------------- | --- | -------------- |
| 1st shot  | スペシャルな出会い 스페셜한 만남      | 사토 유타카   | 이케다 시게타카 사이토 켄고 | 이케다 시게타카 카토 슈사쿠 | 토쿠다 타쿠야 시미즈 타쿠마 이쿠야마 노조미 아오키 유코 Zearth Sato 사이토 나오키 rand Guerrilla                          | 2025년 1월 4일 |
| 2nd shot  | スペシャルな友達 스페셜한 친구        | 사토 유타카   | 이케다 시게타카 사이토 켄고 | 카토 슈사쿠                 | 츠지 히로키 이쿠야마 노조미 Zearth Sato 사카이 KEI 아오키 유코                                                            | 1월 11일       |
| 3rd shot  | スペシャルなお仕事 스페셜한 일        | 사츠키 아야   | 이케다 시게타카 사이토 켄고 | 이토 젠이치로               | 토쿠다 타쿠야 이쿠야마 노조미 아오키 유코 사토 미오코 Grand Guerrilla                                                     | 1월 18일       |
| 4th shot  | スペシャルなクラブ 스페셜한 클럽      | 미나즈키 아키 | 이케다 시게타카 사이토 켄고 | 오쿠노 히로유키             | 히라마츠 코스케 펑페이치 세키카와 노조미 우메자와 마리                                                                    | 1월 25일       |
| 5th shot  | スペシャルな特訓 스폐셜한 특훈        | 사토 유타카   | 이케다 시게타카 사이토 켄고 | 카토 슈사쿠                 | 츠지 히로키 키쿠타 유지 토쿠다 타쿠야 Zearth Sato 사카이 KEI 사토 미오코 텐카이                                           | 2월 1일        |
| 6th shot  | スペシャルなラウンド 스페셜한 라운드  | 미나즈키 아키 | 타베 신이치                 | 미카지리 카츠나리           | 츠지 히로키 토쿠다 타쿠야 시미즈 타쿠마 이쿠야마 노조미 카키하타 후미노 Zearth Sato 사토 미오코                           | 2월 8일        |
| 7th shot  | スペシャルな必殺技! 스페셜한 필살기!  | 사토 유타카   | 타베 신이치                 | 후카세 시게루               | 신보 타쿠로 세키타 유키코                                                                                                 | 2월 15일       |
| 8th shot  | スペシャルなキャディ 스페셜한 캐디    | 사츠키 아야   | 와타나베 신이치             | 오쿠노 히로유키             | 히라마츠 코스케 세키카와 노조미 우메자와 마리 노다 야스유키                                                               | 2월 22일       |
| 9th shot  | スペシャルなバズ 스페셜한 화제        | 미나즈키 아키 | 나카시마 마사오키           | 이토 젠이치로 카토 슈사쿠   | 사사키 마사카츠 | 3월 1일        |
| 10th shot | スペシャルなお嬢様⁉ 스페셜한 공주님!? | 사토 유타카   | 스즈키 유스케               | 카토 슈사쿠                 | 키쿠타 유지 Zearth Sato 노다 야스유키 신보 타쿠로 세키타 유키코                                                           | 3월 8일        |
| 11th shot | スペシャルなダブルス 스페셜한 더블스  | 사츠키 아야   | 호시카와 타카후미           | 타베 신이치                 | 사카이 KEI Zearth Sato 사토 미오코 세키타 유키코                                                                          | 3월 15일       |
| 12th shot | スペシャルな特別 스페셜한 특별함      | 미나즈키 아키 | 아메미야 아키라             | 미카지리 카츠나리           | 이쿠야마 소우 시미즈 타쿠마 토쿠다 타쿠야 츠지 히로키 키쿠타 유지 카키하타 후미노 라마츠 코스케 Zearth Sato 세키타 유키코 | 3월 22일       |